# Слон сирійський
Сирійський слон (Elephas maximus asurus) — запропонована назва для найзахіднішої популяції азійських слонів (Elephas maximus), які вимерли в античні часи. Скелетні рештки E. m. asurus були знайдені на Близькому Сході (Туреччина, Ірак та Сирія) і датовані періодом між 1800 р. до н.е. і 700 р. до н.е.. Ранні людські цивілізації в цьому регіоні використовували цих тварин для добування слонової кістки та, можливо, для ведення війни
Стародавні сирійські майстри користувалися іклами E. m. asurus для різьблення по кістці. У Сирії, виробництво слонової кістки досягло свого максимуму протягом першого тисячоліття до н. е., коли арамеї стали використовувати слонову кістку для меблів. Цей надмірний промисел сирійських слонів задля слонової кістки, зрештою, призвів до їхнього зникнення близько 100 р. до н. е.
Через відсутність будь-яких пізньоплейстоценових або ранньо-середньоголоценових свідчень про азійських слонів у регіоні, існують припущення, що ці слони були антропогенно інтродуковані або завезені сюди в бронзовому віці, хоча це і залишається предметом дискусій.

## Опис

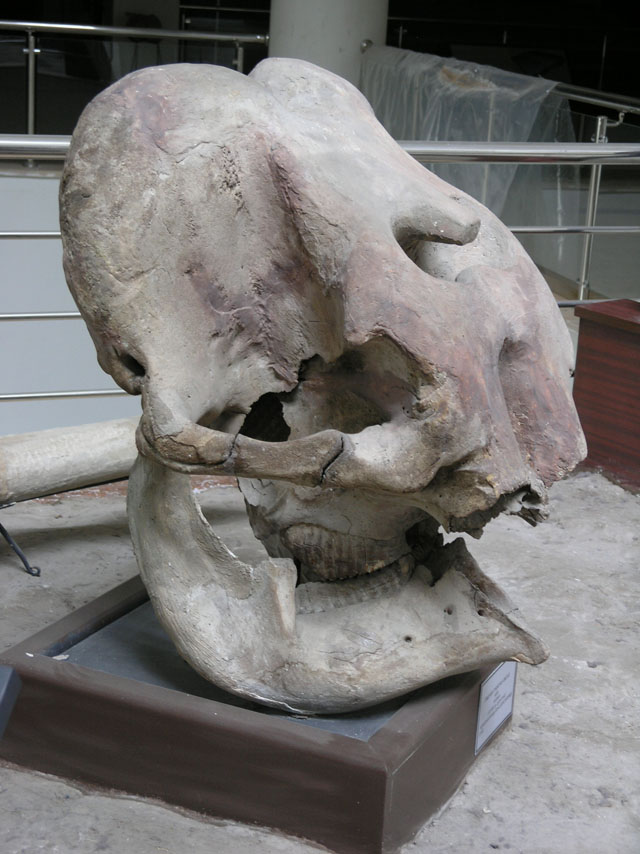
Череп з болота озера Гавур, Туреччина

Сирійські слони були одним з найбільших підвидів азійського слона, що існували в історичний час, маючи 3,5 м і більше заввишки у плечах. Рештки показують, цей підвид не набагато відрізняється від індійського підвиду, за винятком розміру.

## Суперечки
«Сирійські» слони часто згадується в елліністичній історії; наразі не зрозуміло чому Селевкіди, що царювали в цей час на Близькому Сході й мали численну армію бойових слонів, використовували індійських слонів (E. m. indicus), що були придбані Селевкідами протягом їх Східної експансії. Про це свідчать давні джерела, такі автори як Страбон і Полібій — ці «індійські слони» були імпортовані через нестачу власних сирійських слонів або через кепське одомашнення та навчання сирійських, як бойових слонів.